# Harad (Arabie saoudite)
Pour les articles homonymes, voir Harad (homonymie).
Harad est une ville de la province orientale d'ach-Charqiya d'Arabie saoudite.
Située au sommet du gisement de Ghawar, elle est dotée d'installations pétrolières et gazières, et dispose d'un aéroport d'entreprise Saudi Aramco.